# 先買後付
先買後付(英語：Buy now, pay later，簡稱BNPL)，是指消费者先購入某款商品，然後在未来某个日期再付款。先買後付被視為一種短期融资方式和商業模式，因而也被稱為嵌入式金融。有時候是金融機構先代表消费者向商家付款，然後消費者再向金融機構還款。

## 另見
- 普惠金融
- 金融科技